# 16912 Rhiannon
16912 Rhiannon è un asteroide near-Earth. Scoperto nel 1998, presenta un'orbita caratterizzata da un semiasse maggiore pari a 1,7512790 UA e da un'eccentricità di 0,2726350, inclinata di 24,52334° rispetto all'eclittica.